# Quai Louis-Blériot
Le quai Louis-Blériot est un quai situé le long de la Seine, à Paris, dans le 16e arrondissement.

## Situation et accès

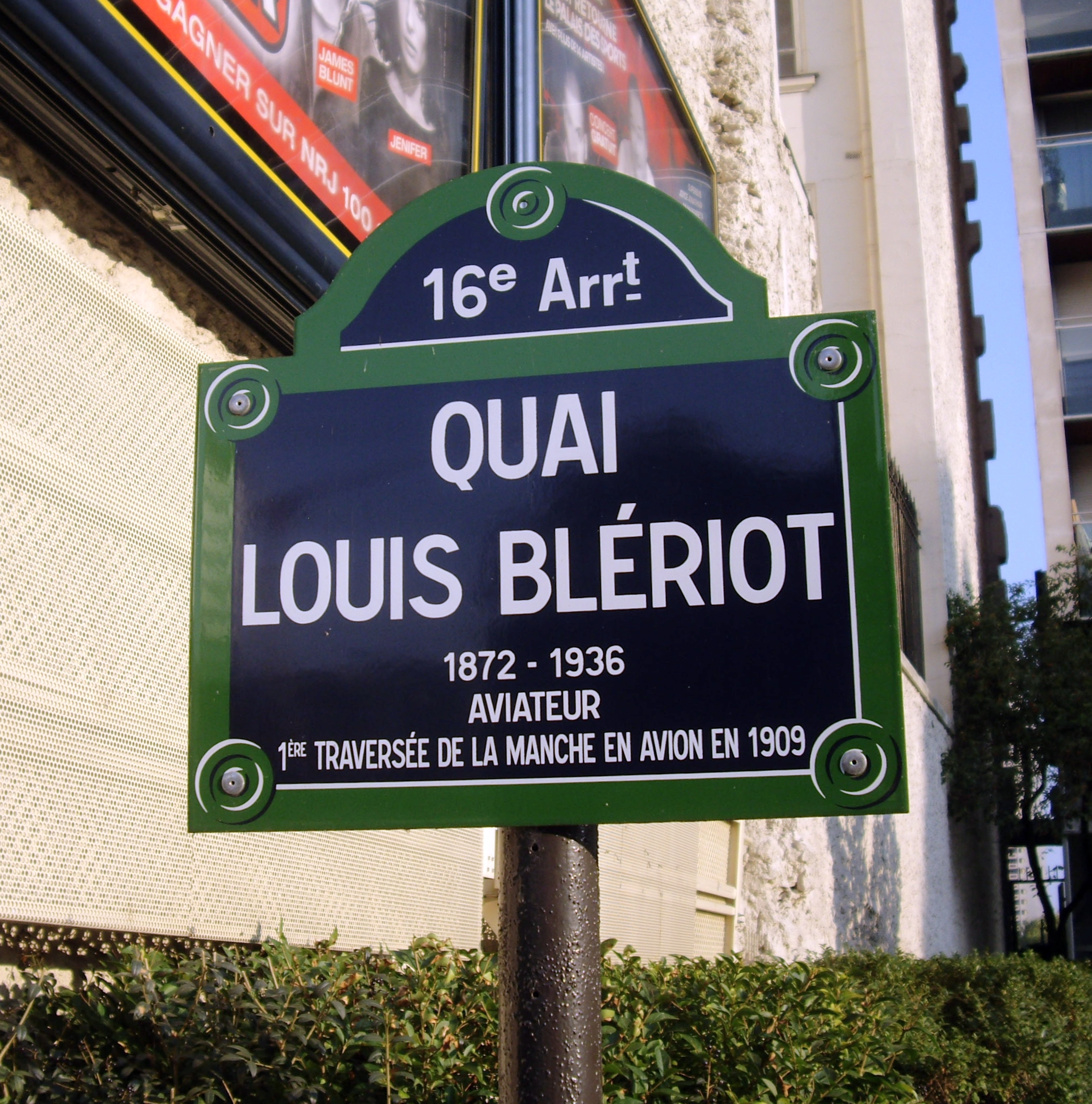
Plaque.

Long de 1 620 mètres, il commence au 9, avenue de Versailles et au 5, rue Maurice-Bourdet et finit au 191, boulevard Murat. 
Le quai comporte une partie haute longée sur la totalité de sa longueur aux numéros pairs (côté ville) en majorité par des immeubles résidentiels, par les nos 1 à 21 côté fleuve uniquement sur un tronçon au départ de la rue Maurice-Bourdet, et une berge basse sur laquelle a été réalisée en 1961 la voie Georges-Pompidou. Cette route a été réduite en 2016 de 2 à une voie de circulation dans le sens amont (de la banlieue vers Paris) et longée par une piste cyclable bidirectionnelle qui se prolonge, au sud jusqu'à la limite territoriale de Paris et de Boulogne-Billancourt, au nord jusqu'au niveau de la rue Beethoven sur l'avenue de New-York. 
La circulation sur le quai haut est également à sens unique vers l'amont (de la banlieue en direction de Paris) sauf un court tronçon bidirectionnel entre les rues Van-Loo et Fantin-Latour.
Côté sud, le quai Louis-Blériot est prolongé le long de la Seine par le quai Saint-Exupéry.
Le quartier est desservi par la ligne 10 aux stations Église d’Auteuil, Chardon-Lagache et Mirabeau.

## Origine du nom

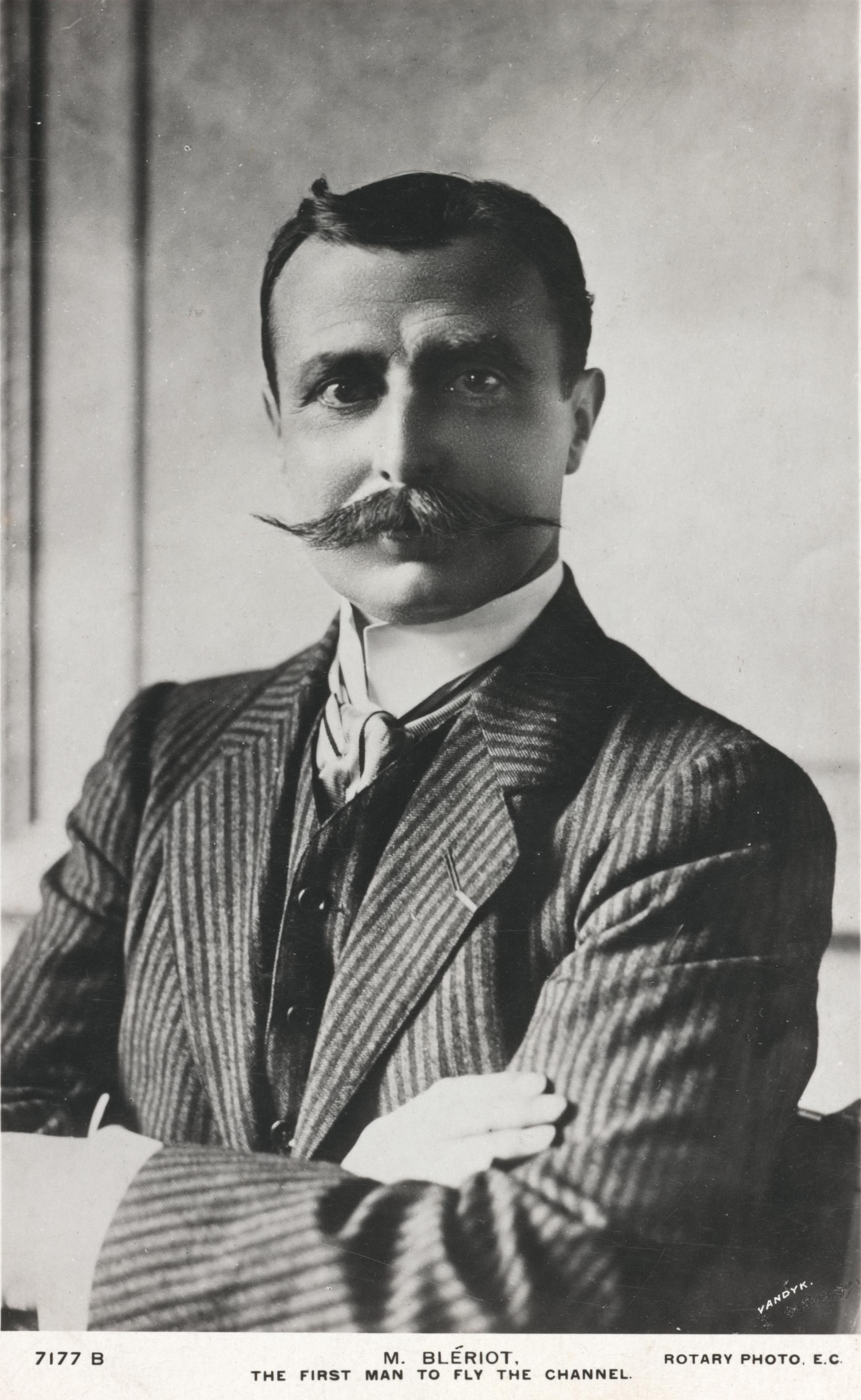
L’aviateur Louis Blériot.

Son nom est un hommage à l’aviateur français Louis Blériot (1872-1936).

## Historique
Le quai était à l'origine un simple chemin de halage viabilisé au cours des années 1860 et bordé de constructions basses, maisons, cafés, ateliers bâties à partir des années 1880 avec un espace non construit à l'arrière jusqu'à l'avenue de Versailles.
L'urbanisation dense du site a débuté au cours de l'entre-deux-guerres avec des immeubles en majorité des années 1930 entre le pont de Grenelle et le pont Mirabeau, pour la plupart des années 1930 aux années 1950 sur la partie sud.
La dénomination du quai résulte d'un arrêté municipal du 10 février 1937 ; il s'appelait auparavant « quai d’Auteuil ».

## Bâtiments remarquables et lieux de mémoire
- No 7 : le poète Jules Supervielle vécut à cette adresse entre 1953 et 1960. Une plaque commémorative lui rend hommage.
- Nos 17-21 : hôtel Nozal, construit par l’architecte Charles Blanche pour un riche négociant en métaux[2].
- No 40 : immeuble de style Art déco de 1932[3].
- No 44 : immeuble construit par les architectes Charles et Gabriel Blanche, père et fils[4].
- Arrière du Pavillon de l'eau et vue sur plusieurs bâtiments du complexe.
- Au croisement avec le pont Mirabeau, en contrebas, voie Georges-Pompidou, une inscription indique le niveau de la Seine lors de la crue de 1910.
- Port d'Auteuil.

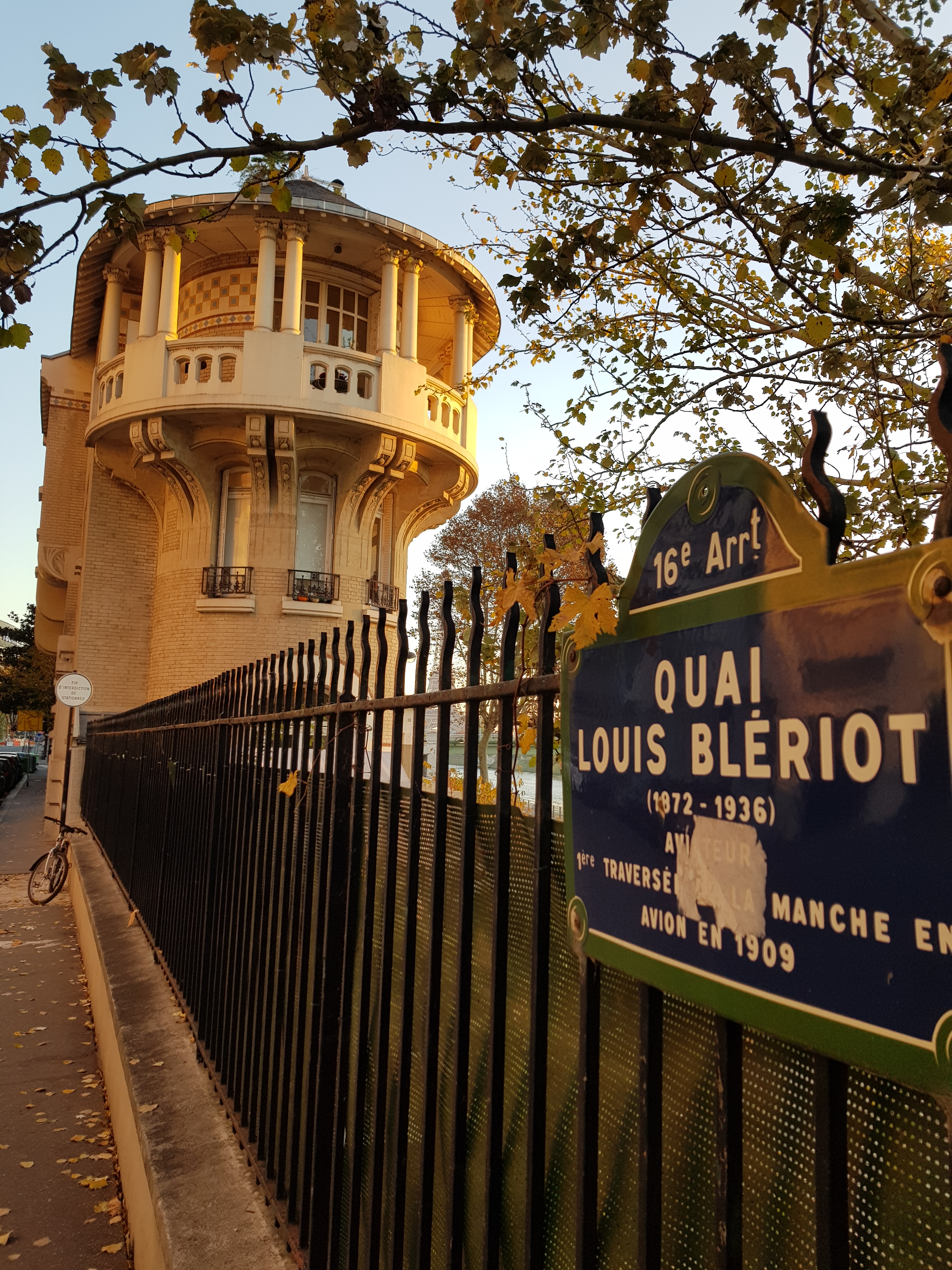
Nos 17-21.
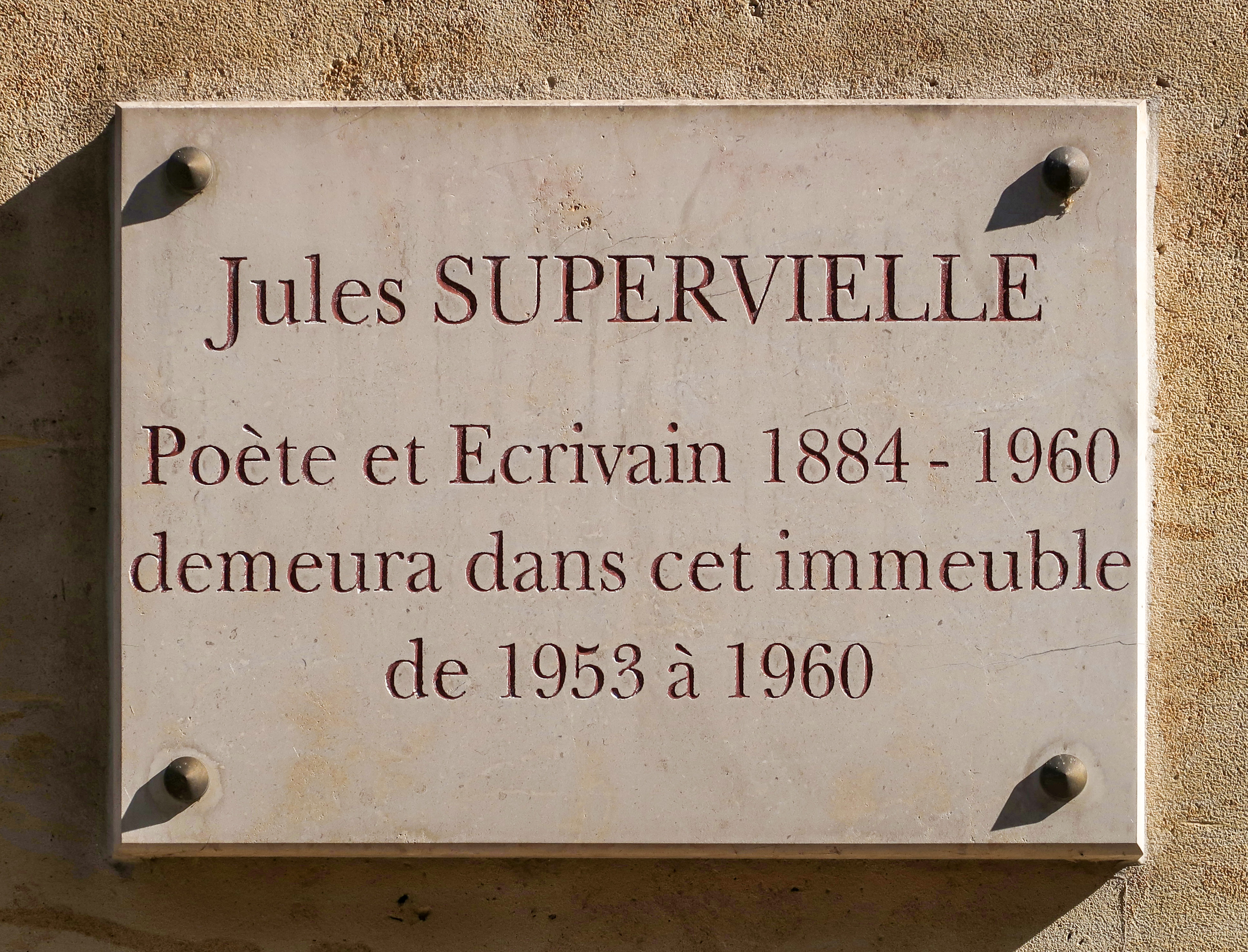
Plaque au no 7.
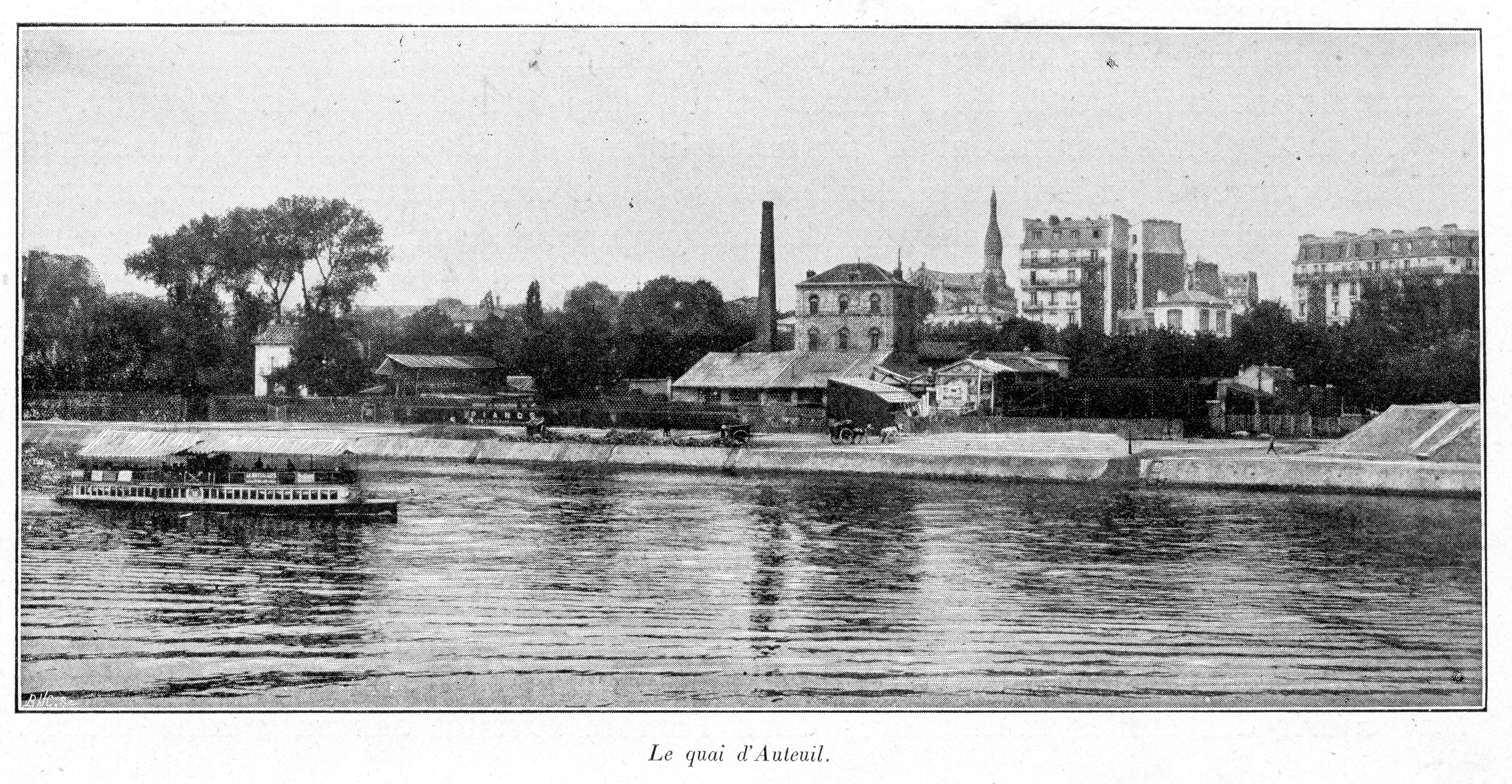
Photo du quai d'Auteuil en 1897, à l'emplacement de l'actuel quai Louis-Blériot. L'église Notre-Dame-d'Auteuil apparaît en arrière-plan.
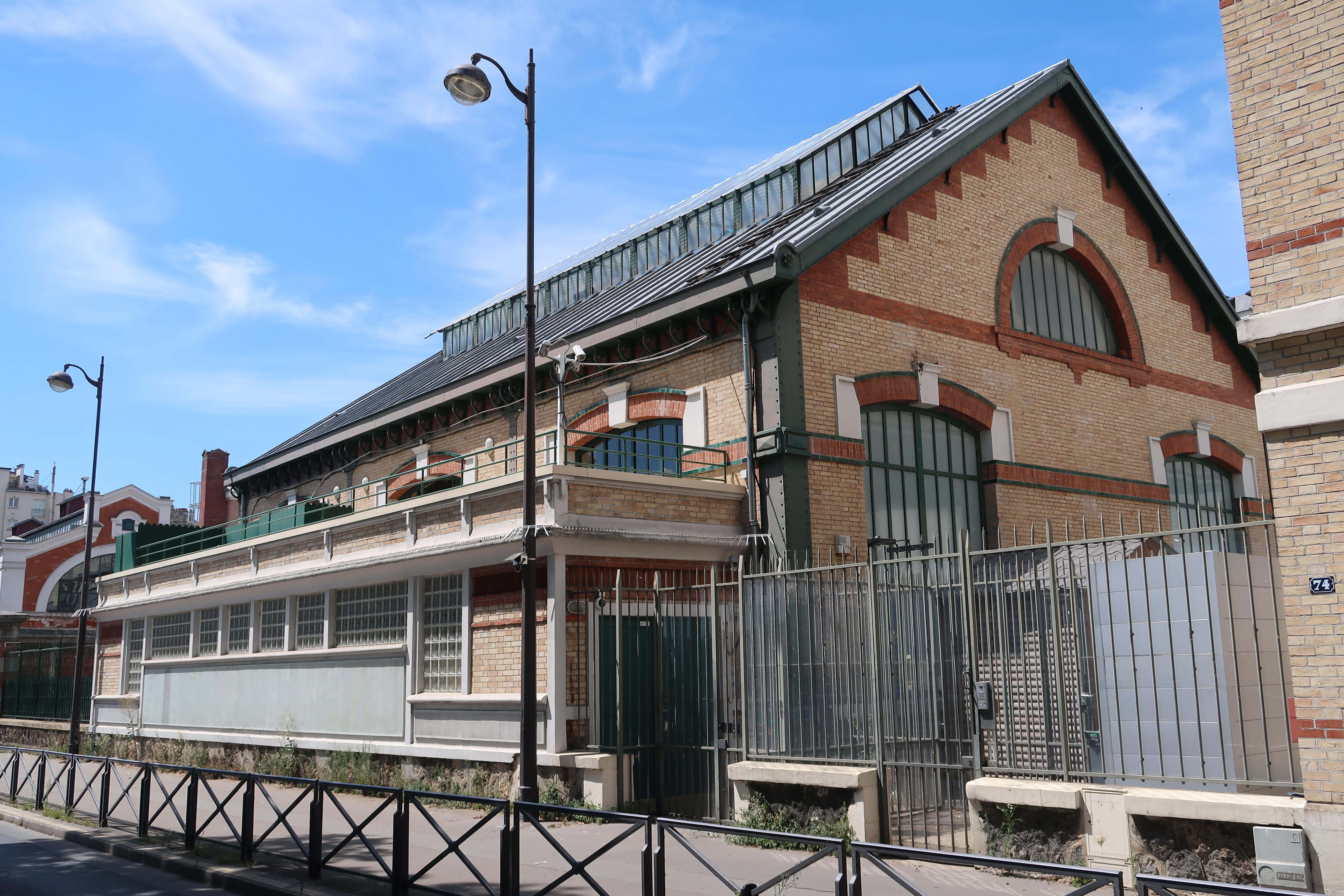
Pavillon de l'eau.
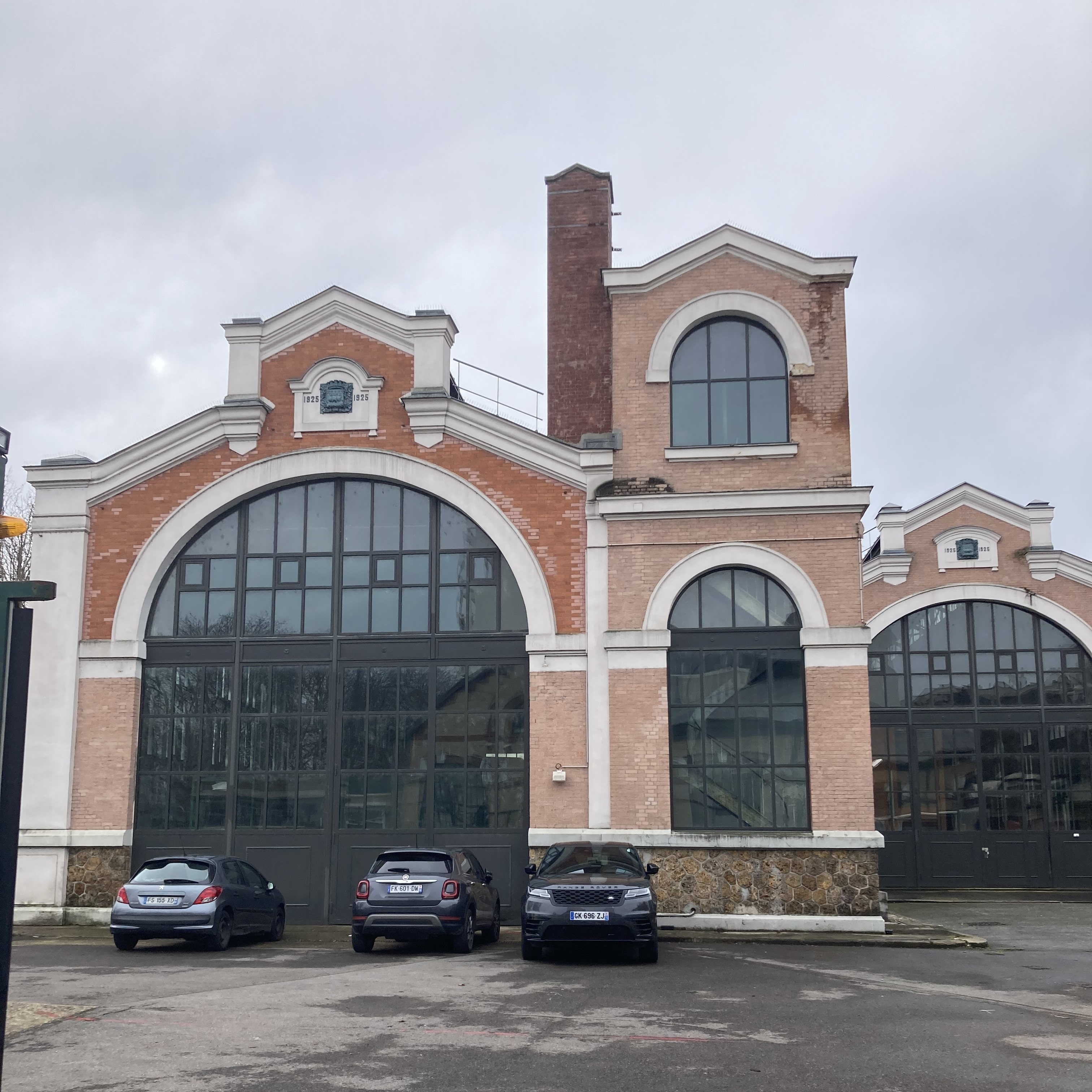
Cour intérieure du Pavillon de l'eau.
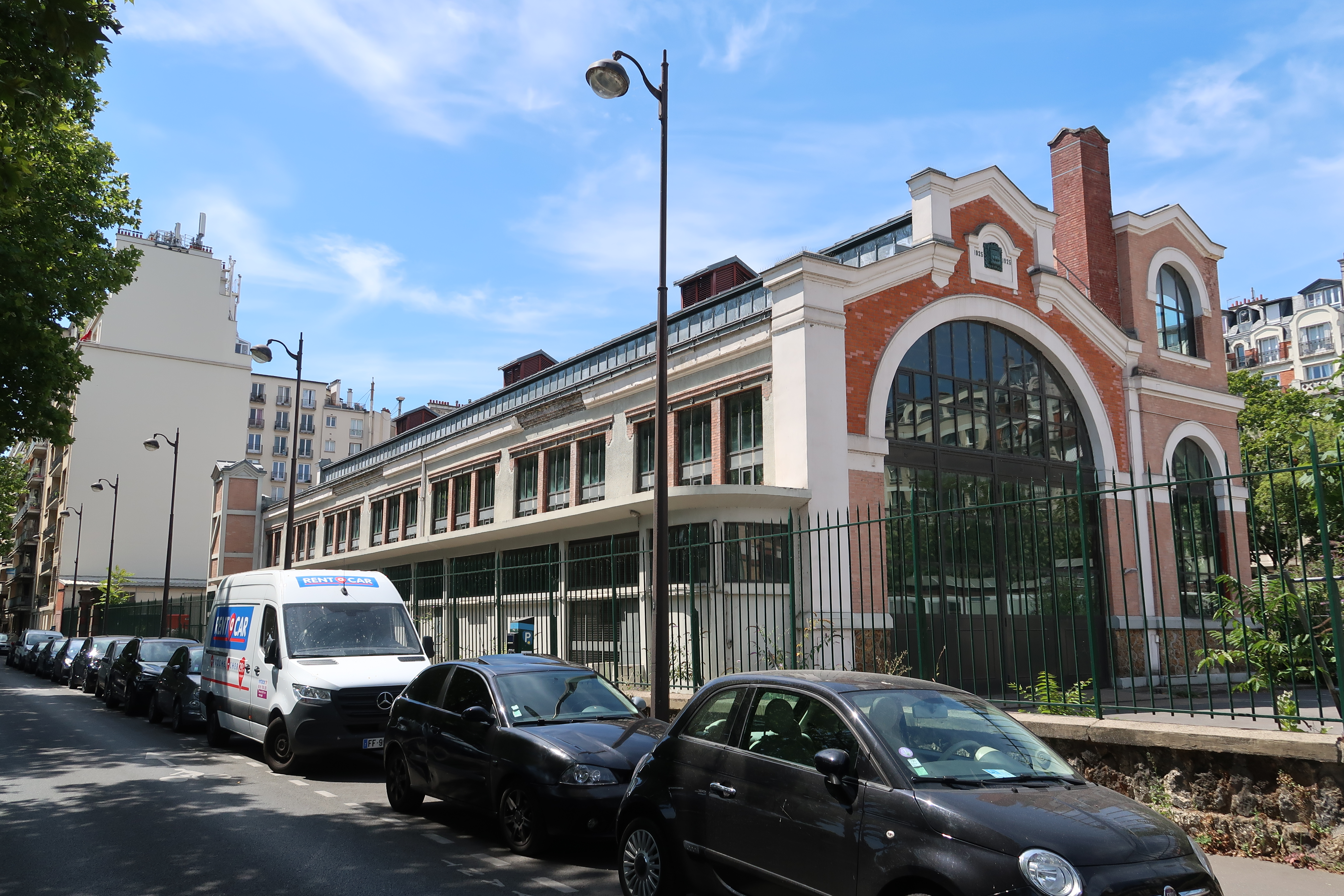
Pavillon de l'eau.
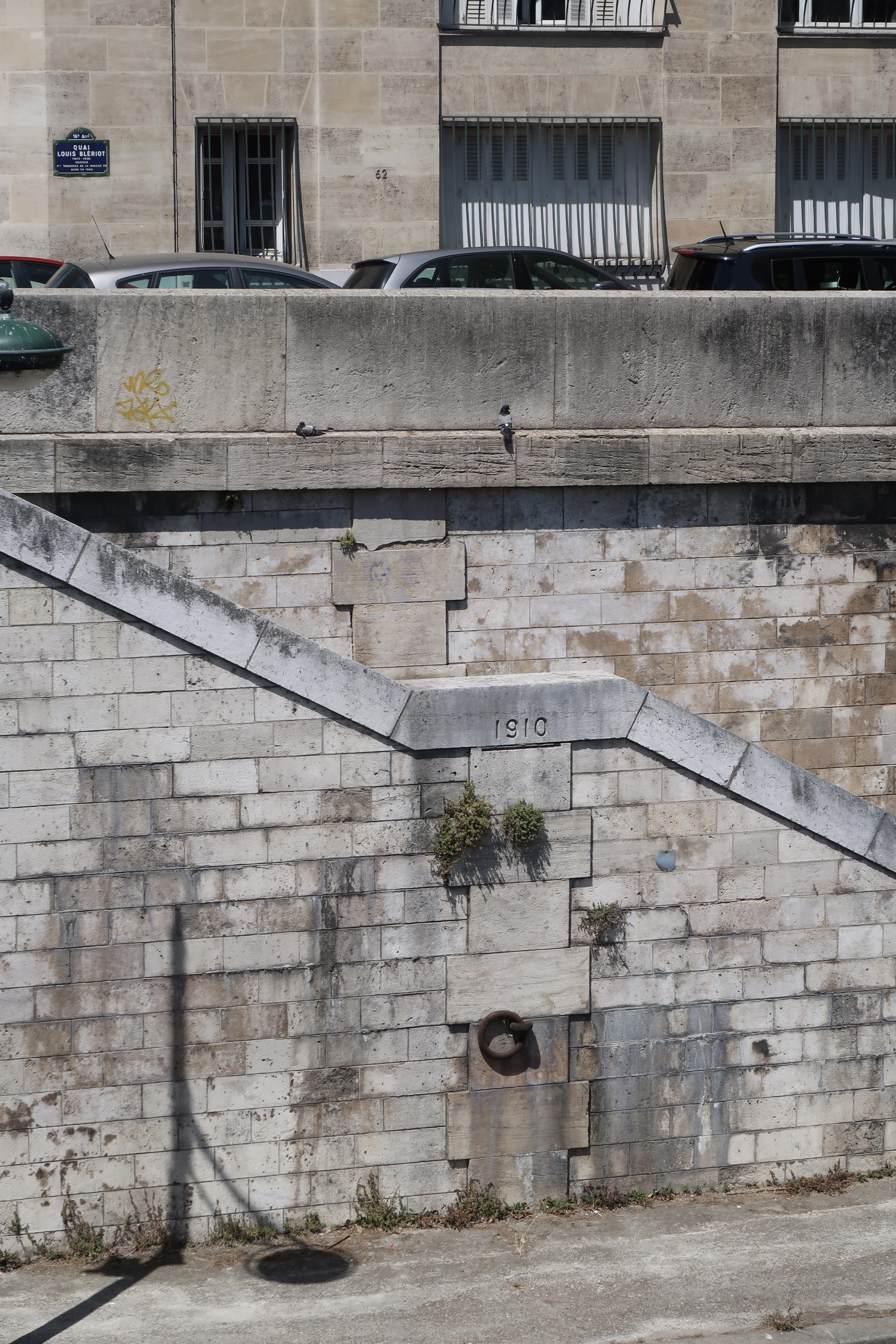
Marque de la crue.

## Dans les arts
- Dans Le Flâneur des deux rives (1918), Guillaume Apollinaire écrit : « Peu de Parisiens connaissent le nouveau quai d'Auteuil. En 1909 il n'existait pas encore. Les berges aux bouges crapuleux qu'aimait Jean Lorrain ont disparu. « Grand Neptune », « Petit Neptune », guinguettes du bord de l'eau, qu'êtes-vous devenus ? Le quai s'est élevé à la hauteur du premier étage. Les rez-de-chaussée sont enterrés et l'on entre maintenant par les fenêtres »[5].
- Le quai est plusieurs fois cité dans le film Maigret tend un piège : il est le lieu de résidence du ménage bourgeois formé par Annie Girardot et Jean Desailly.